# Margarita Miķelsone
Margarita Miķelsone (* 27. März 1982) ist eine lettische Badmintonspielerin. 

## Karriere
Margarita Miķelsone siegte 1997 erstmals bei den nationalen lettischen Meisterschaften. Zehn weitere Titelgewinne folgten bis 2006.

## Sportliche Erfolge
| Saison | Veranstaltung                   | Disziplin   | Platz | Name                                   |
| ------ | ------------------------------- | ----------- | ----- | -------------------------------------- |
| 1997   | Lettland: Einzelmeisterschaften | Damendoppel | 1     | Kristīne Šefere / Margarita Miķelsone  |
| 1999   | Lettland: Einzelmeisterschaften | Damendoppel | 1     | Kristīne Šefere / Margarita Miķelsone  |
| 2000   | Lettland: Einzelmeisterschaften | Mixed       | 1     | Mārtiņš Kažemaks / Margarita Miķelsone |
| 2001   | Lettland: Einzelmeisterschaften | Damendoppel | 1     | Kristīne Šefere / Margarita Miķelsone  |
| 2002   | Lettland: Einzelmeisterschaften | Damendoppel | 1     | Kristīne Šefere / Margarita Miķelsone  |
| 2003   | Lettland: Einzelmeisterschaften | Damendoppel | 1     | Kristīne Šefere / Margarita Miķelsone  |
| 2004   | Lettland: Einzelmeisterschaften | Dameneinzel | 1     | Margarita Miķelsone                    |
| 2004   | Lettland: Einzelmeisterschaften | Damendoppel | 1     | Kristīne Šefere / Margarita Miķelsone  |
| 2005   | Lettland: Einzelmeisterschaften | Damendoppel | 1     | Kristīne Šefere / Margarita Miķelsone  |
| 2006   | Lettland: Einzelmeisterschaften | Damendoppel | 1     | Kristīne Šefere / Margarita Miķelsone  |

## Referenzen
- Margarita Miķelsone beim Badminton-Weltverband

| Personendaten    | Personendaten                |
| ---------------- | ---------------------------- |
| NAME             | Miķelsone, Margarita         |
| KURZBESCHREIBUNG | lettische Badmintonspielerin |
| GEBURTSDATUM     | 27. März 1982                |